# نارینه آرتاشیان
نارینه آرتاشیان (ارمنی: Նարինե Արտաշյան) بازیکن بسکتبال ارمنی‌تبار اهل ایران است. وی عضو تیم ملی بسکتبال زنان ایران می‌باشد.
وی عضو باشگاه بسکتبال آرارات تهران می‌باشد. وی در سال ۱۳۹۱ به همراه تیم دانشگاه آزاد قهرمان یازدهمین دوره لیگ برتر بسکتبال ایران شد.

## افتخارات
در سطح باشگاهی
- قهرمانی لیگ ۱۳۹۳ همراه با آرارات[۳]
- نایب قهرمانی لیگ ۱۳۹۲ همراه با آرارات[۴][۵]